# Porträt des Dr. Gachet
Als „Porträt des Dr. Gachet“ werden zwei Gemälde von Vincent van Gogh benannt, die er 1890, wenige Wochen vor seinem Suizid, gemalt hat. Sie zeigen den Arzt Paul-Ferdinand Gachet in Auvers-sur-Oise bei Paris; nach ihm lauten die beiden Bildtitel. Auf Niederländisch heißen sie Portret van Dr. Gachet, auf Französisch Portrait du docteur Gachet (première et seconde version) bzw. Le docteur Paul Gachet (nach dem Katalog des Musée d’Orsay). Van Gogh ließ sich bei diesem Werk von Eugène Delacroix’ Gemälde des Torquato Tasso inspirieren. Er konnte sie selbst zu Lebzeiten nicht verkaufen. Ihre Herkunft ist über den jeweiligen Nachlass nachgewiesen. 

## Beschreibung und Deutung
Die beiden Bildversionen sind in Farbgebung und Stil leicht zu unterscheiden. Gemeinsam sind ihnen jedoch wesentliche Elemente der Komposition: Der sitzende Doktor Gachet stützt melancholisch den Kopf mit einer Hand ab, die zweite liegt auf einem roten Tisch, der die leuchtende Farbe seiner Haare wieder aufnimmt. Ein Fingerhut, der in beiden Gemälden ähnlich positioniert ist, in der ersten Variante jedoch in einer Vase steht, in der zweiten lose auf dem Tisch liegt, kann als Attribut der medizinischen Ausbildung Gachets gesehen werden. Die beiden in der ersten Version abgebildeten Bücher - Manette Salomon und Germinie Lacerteux, zwei Romane der Brüder Edmond und Jules de Goncourt - fehlen im späteren Gemälde. Die farbliche Wirkung bestimmt sich durch das ultramarine Blau der Kleidung und des Hintergrundes, entsprechend der dominanten Farbe seiner letzten Selbstporträts. 
Inhaltsstoffe des Fingerhutes werden bis heute zur Behandlung kardiovaskulärer Erkrankungen eingesetzt. Eine häufig beschriebene Nebenwirkung ist das Sehen von Sternchen und eine Amplifikation der Farbe Gelb. Die Hypothese, dass eine Medikation mit Fingerhut Van Goghs Sicht und Abbildung seiner Umwelt beeinflusst haben könnte, findet in vielen seiner Bilder Anhaltspunkte.
Van Gogh sah in Gachet seinen äußerlichen und innerlichen Doppelgänger. Er sah ihn als mindestens ebenso krank an wie sich selbst, weshalb er bezweifelte, dass er ihm ernstlich helfen könnte, fühlte sich ihm aber eben dadurch auch besonders verbunden und sah in ihm bereits nach kürzester Zeit einen engen Freund. Das Porträt ist damit auch ein Selbstporträt, umfassender gar, wie van Gogh in einem Brief an Paul Gauguin selbst formulierte, „der betroffene Gesichtsausdruck unserer Zeit“.

## Provenienz
Nach dem Tod des Malers kam die erste Version des Bildes in den Besitz seines Bruders, Theo van Gogh. Dessen Witwe verkaufte es später für 300 Francs an eine dänische Sammlerin. Im Winter 1910/11 war es Bestandteil von Roger Frys Ausstellung Manet and the Post-Impressionists in den Grafton Galleries, London. 1912 konnte der Museumsdirektor Georg Swarzenski das Gemälde mit finanzieller Hilfe des Ratsherrn Viktor Mössinger für das  Frankfurter Städel erwerben. 1937 wurde das Bild durch Nationalsozialisten als von ihnen so genannte „entartete Kunst“ beschlagnahmt. Das Bild gelangte anschließend in die Sammlung von Hermann Göring, der es zusammen mit van Goghs Garten von Daubigny und einer Brückenlandschaft Paul Cézannes für eine halbe Million Reichsmark an den Amsterdamer Bankier Franz Koenigs verkaufte. 
Noch vor dem Zweiten Weltkrieg kam das Gemälde in den Besitz des deutsch-amerikanischen Sammlers Siegfried Kramarsky, dessen Erben es am 15. Mai 1990 im New Yorker Auktionshaus Christie’s versteigern ließen. Als Käufer trat der japanische Unternehmer Saitō Ryōei auf, der 82,5 Millionen Dollar für das Gemälde bezahlte. Es gehört zu den am teuersten verkauften Gemälden und wechselte bisher dreizehnmal seinen Besitzer.
Seitdem wurde das Bild nie wieder öffentlich gezeigt. Nachdem der 1996 verstorbene Saitō, Ehrenpräsident des japanischen Papierkonzerns Daishowa, das Bild erworben hatte, soll er gesagt haben: „Legt das Bild in meinen Sarg, wenn ich sterbe.“ Im Zuge der BAWAG-Affäre um den österreichischen Investmentbanker Wolfgang Flöttl wurde bekannt, dass dieser das Bild 1997 nach dem Tod Saitōs erworben, jedoch bereits 1998 weiterverkauft hatte. Der Käufer und damit auch der aktuelle Zustand und Ort des Bildes sind nicht bekannt. 
Ein Podcast des Städel Museums widmet sich der Suche nach dem Bild. Die Produktion wurde für den Grimme Online Award 2020 nominiert.
Eine zweite Version des Gemäldes gelangte als Vermächtnis von Paul Gachet in französischen Staatsbesitz und wird im Musée d’Orsay gezeigt.